# Манипула
Манипула (лат. Manipulus — нарамак сламе, сијена) је јединица војске у Римском царству. Појављује се у доба Римске републике, као група од двије центурије. Добила је назив по свежњу сијена на мотки, који је служио као ознака.
У легији је било 30 манипула, по 10 од сваке старосне групе војника. Манипуле хастата и принципа имају 120 тешких и 40 лаких пјешака. Манипуле тријарија имају 60 тешких и 40 лаких пјешака.
У борбеном поретку легије, манупуле су распоређиване по линијама. Прва и друга линија имају 10 врста и 12 редова, а треће линије 5 врста и 12 редова.
У склопу реформи римске војске, 3 манипуле образују кохорту.